# 磷酸铁锂电池

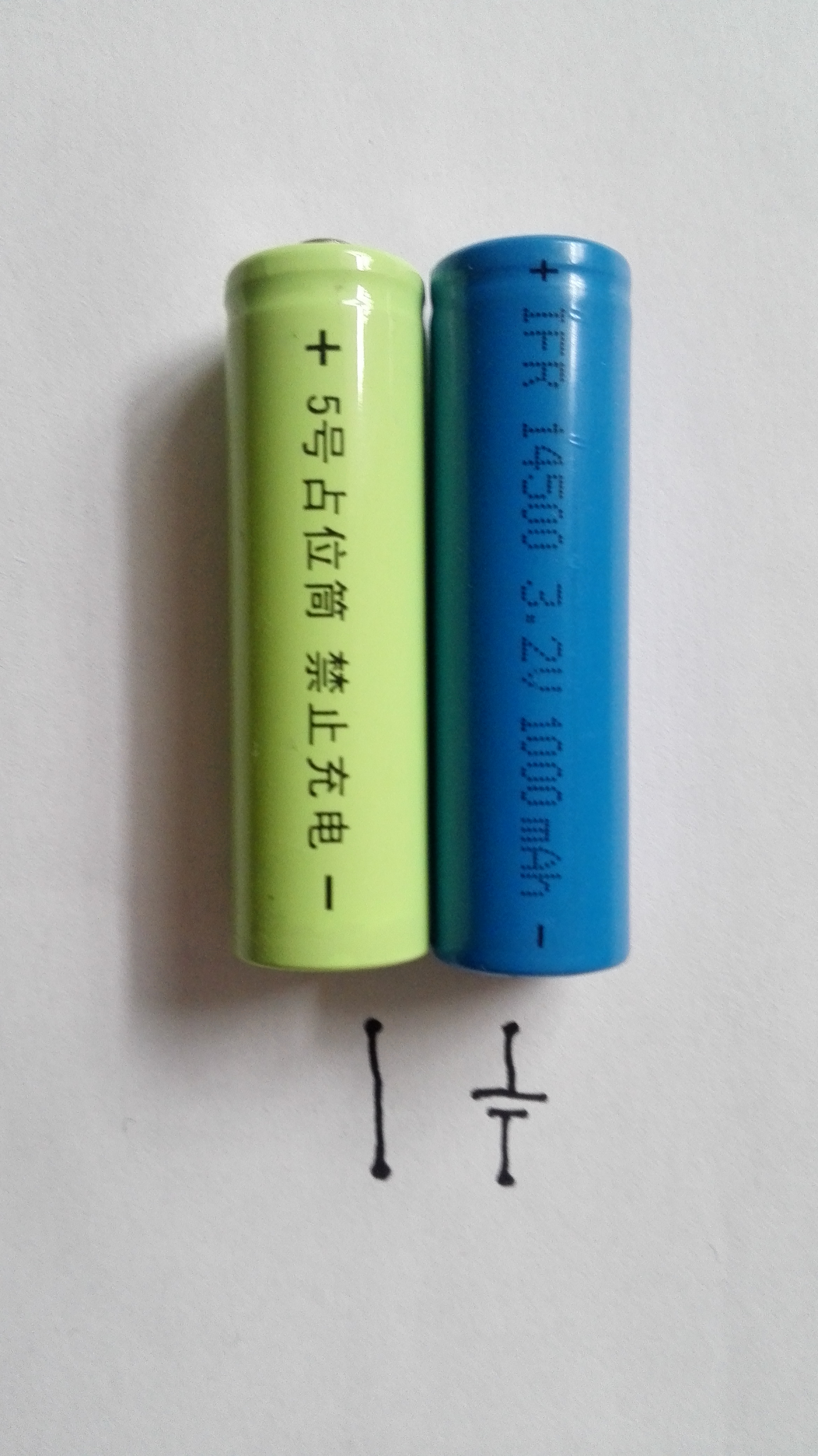
AA尺寸的磷酸铁锂电池（右）。这种电池的电压约为碱性电池的两倍，为了防止损伤设备，需要配合占位筒（左）使用。

磷酸铁锂电池是一种使用磷酸铁锂（LiFePO
4）作为正极材料，碳（石墨）作为负极材料的锂离子电池，单体额定电压为3.2V，充电截止电压为3.6V~3.65V。磷酸铁锂电池目前常被用作太阳能光伏蓄电池和电动车电池。

## 特點
磷酸铁锂电池的優點：生產流程及工藝簡單，且不需要开采特殊金属（比如鈷），具有更低的成本；單電池情況下具有更长的电池寿命，可以频繁充放电；具有更好的热安全性和穩定性，更耐高溫和热失控风险低，節省電池安全設計的成本。
磷酸铁锂电池的缺點：能量密度低于其它的锂离子电池（如三元锂）；低溫特性较差（放電性能下降：容量衰減、放電倍率衰減、內阻增大；充電困難：充電效率下降、充“虛電”；安全風險提高：鋰枝晶）；充電功率小，快充承受能力差；需要更高水準的電控技術（需運用人工智能等技術）管理電池組（因為電池電壓下降過於平緩、很難藉由電壓估計剩餘電量；當電池組内各電池電量不一致時，即使在非使用狀態，各電池之間也會互相充放電，消耗電池組剩餘電量及电池寿命。）

## 脚注
1. ↑  锂离子电池安全.